# Marcelo Ostria Trigo
Marcelo Ostria Trigo (Tarija, Bolivia; 23 de febrero de 1935), es un abogado internacionalista boliviano, quien se destacó como funcionario público, diplomático, catedrático y escritor.

## Biografía
Marcelo Ostria Trigo, nacido en Tarija, Bolivia, fue el tercer hijo del médico pediatra chuquisaqueño Eduardo Ostria Gutiérrez (1898 - 1961) y de Matilde Trigo Pizarro (1902-1997). Estudió derecho en la Universidad Autónoma Juan Misael Saracho y se graduó como abogado en 1960.

## Diplomacia

### Funciones en el país
Ingresó en el Servicio Exterior de la República de Bolivia en 1966. Fue Asesor Adscrito al Consejo Consultivo del Ministerio de Relaciones Exteriores (1966-1967), director general de Asuntos de América Latina (1967), Asesor Económico (1969), (director general de Política Exterior (1970-1971), Subsecretario de Relaciones Exteriores (1974-1976), ministro de Relaciones Exteriores ad interim (1975), Subsecretario General de Relaciones Exteriores y Culto (1978), Asesor General de la Cancillería (1993) y Asesor de Política Internacional del Presidente de la República (2005).

### Viceministro de Relaciones Exteriores
Como Viceministro de Relaciones Exteriores, integró la Comitiva de Bolivia a la reunión presidencial boliviano - chilena de Charaña en 1975. En dicha reunión desempeño un papel importante. De esta reunión presidencial resultó la histórica Declaración Conjunta que permitió el restablecimiento de las relaciones diplomáticas boliviano-chilenas, suspendidas en 1962, y el diseño de una propuesta para solucionar la mediterraneidad de Bolivia.

### Funciones en el exterior
En el exterior fue encargado de negocios de Bolivia en Hungría (1971-1973), Embajador de Bolivia en el Uruguay (1976-1977), Venezuela (1978), Israel (1990-1993) y embajador representante permanente ante la Organización de Estados Americanos (OEA) (1999-2002).

#### Cargos como embajador representante permanente ante la OEA
En la OEA, asumió los cargos de Presidente del Consejo Permanente de la OEA (2000) y de presidente de la Comisión de Seguridad Hemisférica del Consejo Permanente (2000-2001) donde dirigió reuniones con propuestas de nuevos métodos de seguridad para el hemisferio occidental.

## Presidencia de la República
En la Presidencia de la República de Bolivia se desempeñó como Secretario General de la Presidencia de la República (1997-1999) y como Asesor de Política Exterior (2005) del Presidente de la República, Eduardo Rodríguez Veltzé.

## Catedrático de Universidad
Ejerció las cátedras de Derecho Internacional Público, Historia Crítica de Bolivia y Derecho de la Integración en la Universidad Privada Boliviana en La Paz. También ejerció la cátedra de Derecho Mercantil en la Universidad Privada del Valle (Univalle) y en la  Universidad Nuestra Señora de La Paz. En la Universidad de Aquino (Udabol) también ejerció la cátedra de Introducción al Derecho y la cátedra de Relaciones Internacionales en la Escuela de Aplicación de la Fuerza Aérea Boliviana.

## Columnista
Es columnista de los diarios El Deber (Santa Cruz, Bolivia), El Periódico (Tarija, Bolivia) y [http://www.lapatriaenlinea.com/ La Patria (Oruro, Bolivia). Es también columnista en las páginas digitales especializadas y de Informe Uruguay (Uruguay), La Historia Paralela (Argentina) y América Economía (Chile).

## Escritor
Ha publicado los libros “Las negociaciones con Chile de 1975” (Editorial Atenea, 1986) y “Temas de la mediterraneidad” (Editorial Fundemos, 2004) que cubren temas relacionados con negociaciones diplomáticas entre Bolivia y Chile sobre las disputas territoriales de acceso al mar después de que Bolivia cedió a Chile la provincia de Antofagasta, lo cual le quitó una salida soberana al mar. 
Es también escritor literario y poeta y ha publicado un libro de poesía llamado “Baladas mínimas” (Editorial El País, 2010).

## Condecoraciones y Cargo Honorario
Obtuvo el honor de ser condecorado con la Gran Cruz de la Condecoración Nacional de la Orden del Cóndor de los Andes, la distinción más alta que otorga el Estado Plurinacional de Bolivia por eminentes servicios, civiles o militares, prestados a la nación y a la humanidad. También fue honorado al recibir condecoraciones semejantes en la República Argentina al obtener la Gran Cruz de la Orden de Mayo al Mérito y en la República Federativa de Brasil al obtener Comendador de la Orden de la Cruz del Sur y la Gran Cruz de la Orden Barão de Rio Branco.
En 1999 obtuvo el cargo honorario de miembro Juez de la Corte Permanente de Arbitraje del Tribunal de La Haya.